# Българско училище „Васил Априлов“ (Далас)
Българското училище „Васил Априлов“ е училище на българската общност в град Далас, щата Тексас, САЩ. Създадено е през 2009 г. То функционира към Българската асоциация и културен център „Българе“ – Далас. Членува в Асоциацията на българските училища в чужбина.

## История
Училището е открито на 4 октомври 2009 г. към Българската асоциация и културен център „Българе“ – Далас. През учебната 2013/2014 г. е включено в списъка на българските неделни училища в чужбина.

## Ученици
Брой на учениците през учебните години:
- 35 – учебна 2015/2016 г.[1]